# جائزة التشيك الكبرى للدراجات النارية 2008
جائزة التشيك الكبرى للدراجات النارية 2008 هو سباق دراجات نارية أقيم بتاريخ 17 أغسطس 2008 في حلبة برنو. كان الجولة الثانية عشر من أصل 18 في سباق الجائزة الكبرى للدراجات النارية موسم 2008. فاز فالنتينو روسي بفئة الموتو جي بي بينما جاء توني إلياس في المركز الثاني وحصل على المركز الثالث لوريس كابيروسي.

## وصلات خارجية
- الموقع الرسمي